# Liên bang Nam Ả Rập

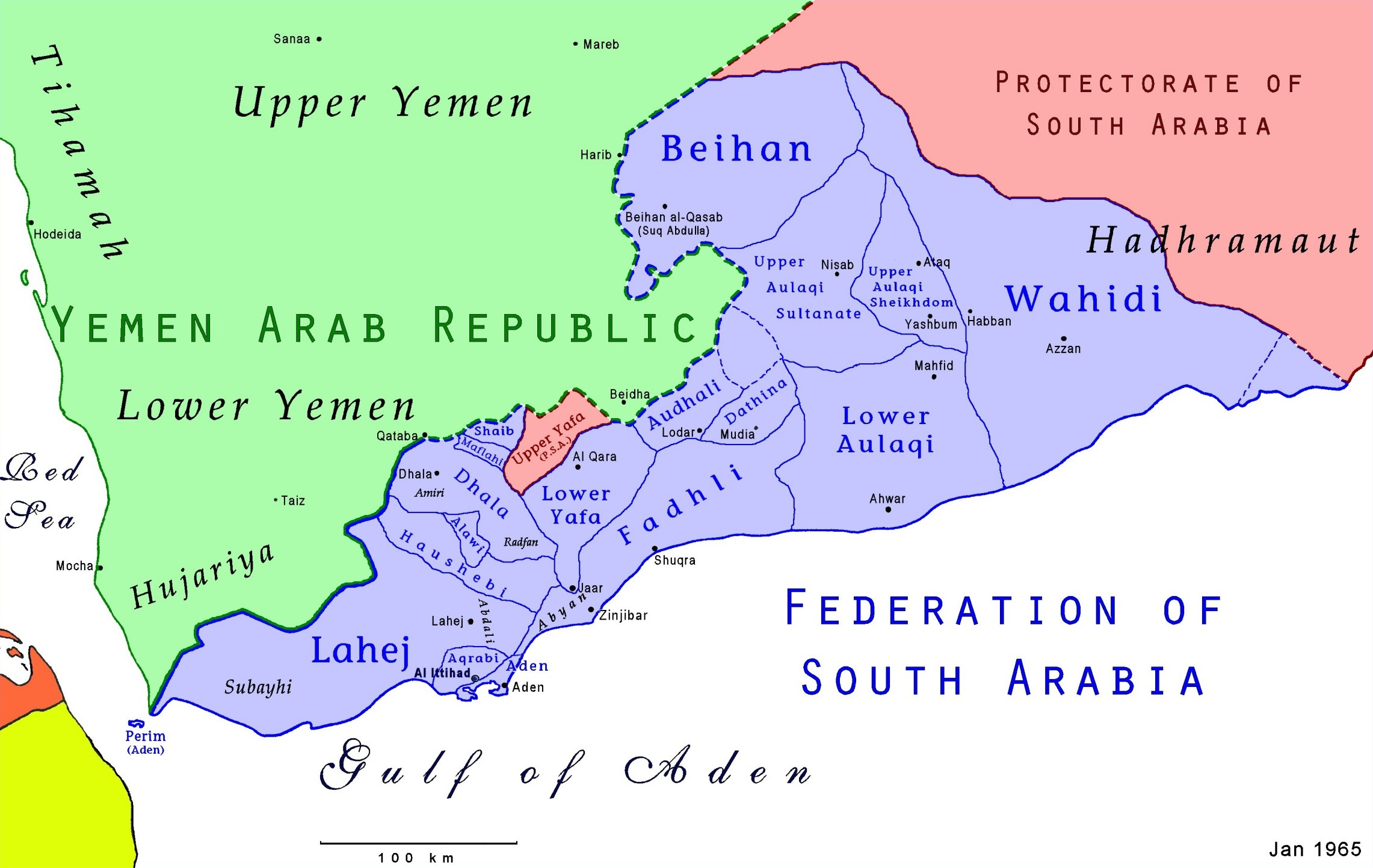
Bản đồ Liên bang Nam Ả Rập và Xứ bảo hộ Nam Ả Rập.

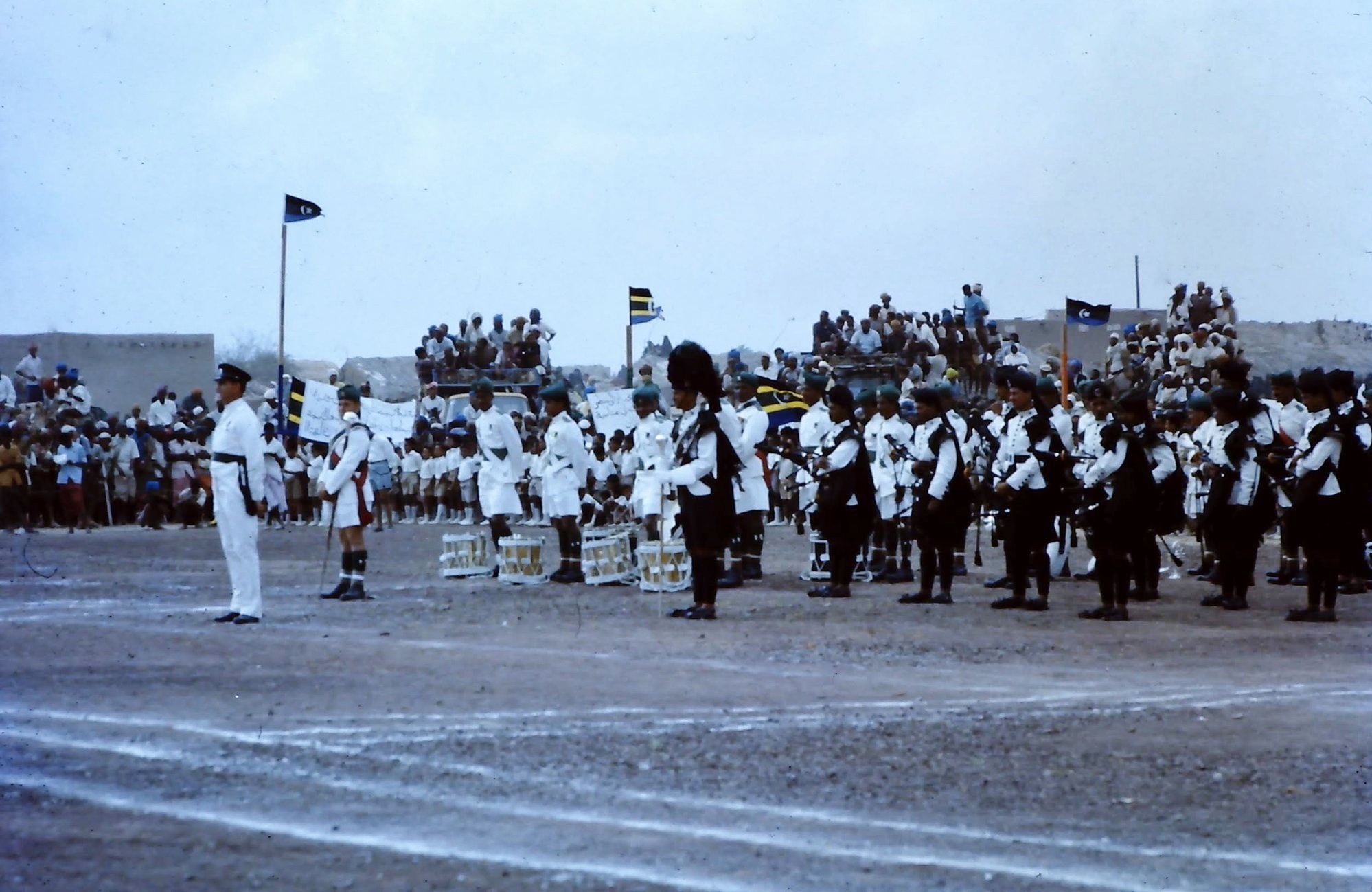
Một sự kiện quân sự được tổ chức ở Fadhli.

Liên bang Nam Ả Rập (tiếng Ả Rập: اتحاد الجنوب العربي Ittiḥād al-Janūb al-‘Arabī) là nhà nước liên bang đặt dưới sự bảo hộ của Anh , thủ đô là Aden.
Được thành lập vào ngày 4 tháng 4 năm 1962 từ 15 quốc gia được bảo hộ của Liên bang các Tiểu vương quốc Ả Rập Thống nhất phía Nam. Bang Aden, trước đây là Thuộc địa Aden, gia nhập Liên bang vào ngày 18 tháng 1 năm 1963. Vào tháng 6 năm 1964, Hồi quốc Thượng Aulaqi được thêm vào với tổng số 17 bang. Một đội đã được cử tới Commonwealth Games tại Kingston, Jamaica. Liên bang bị giải thể vào ngày 30 tháng 11 năm 1967, khi địa vị của nó với tư cách là một nước bảo hộ của Anh chấm dứt, cùng với Xứ bảo hộ Nam Ả Rập trở thành Cộng hòa Dân chủ Nhân dân Yemen.

## Các bang
- Aden
- Alawi
- Aqrabi
- Audhali
- Beihan
- Dathina
- Dhala
- Fadhli
- Haushabi
- Lahej
- Hạ Aulaqi
- Hạ Yafa
- Maflahi
- Shaib
- Sheikhdom Thượng Aulaqi
- Vương quốc Hồi giáo Thượng Aulaqi
- Wahidi Balhaf

## Lãnh đạo

### Thủ hiến
- Hassan Ali Bayumi (18/1/1963 – 24/6/1963)
- Zayn Abdu Baharun (9/7/1963 – 23/1/1965)
- Abdul-Qawi Hassan Makkawi (7/3/1965 – 25/9/1965)
- Ali Musa al-Babakr (25/9/1965 – 30/8/1966)
- Salih al-Awadli (30/8/1966 – 30/11/1967)

### Cao ủy
- Sir Charles Johnston (18/1/1963 – 17/7/1963)
- Sir Kennedy Trevaskis (17/7/1963 – 21/12/1964)
- Sir Richard Turnbull (21/12/1964 – 22/5/1967)
- Sir Humphrey Trevelyan (22/5/1967 – 30/11/1967)

## Tem bưu chính

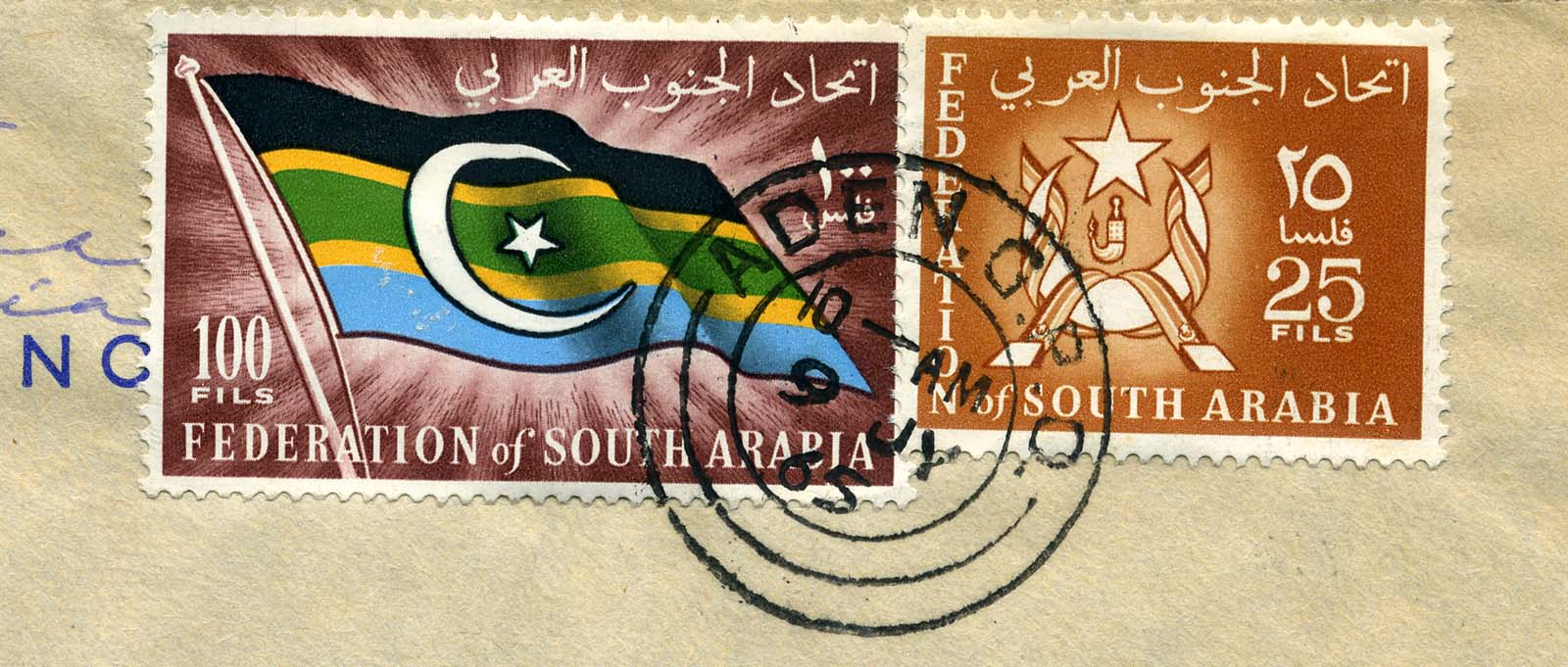
2 loại tem được sử dụng tại Liên bang Nam Ả Rập

Liên bang đã phát hành Adeni tem bưu chính của riêng mình từ năm 1963 đến năm 1966. Hầu hết các vấn đề của nó là một phần của vấn đề omnibus chung cho tất cả các lãnh thổ thuộc Khối thịnh vượng chung, nhưng Nam Ả Rập đã phát hành tem chính thức của riêng mình vào ngày 1 tháng 4 năm 1965. Bộ 14 bao gồm 10 giá trị, từ 5 đến 75 fils, mỗi giá trị mô tả các nhánh của Liên bang bằng một màu duy nhất, trong khi bốn giá trị hàng đầu (100 fils, 250 fils, 500 fils và 1 dinar), có cờ của Liên bang.
Những con tem được đề cập ở trên là những con tem được liệt kê trong Danh mục Tem Bưu chính Tiêu chuẩn Scott. Một số tem khác cũng đã được phát hành và được liệt kê trong Stanley Gibbons và các danh mục tem được sử dụng rộng rãi khác. Có thể, hoặc thậm chí có khả năng, một số con tem của Nam Ả Rập không được phát hành chủ yếu cho mục đích sử dụng bưu chính.